# Bernardo de Balbuena
Bernardo de Balbuena, né à Valdepeñas le 20 novembre 1562 et mort le 11 octobre 1627  à San Juan (Porto Rico), est un poète espagnol.

## Biographie
Balbuena était évêque de Porto Rico (1620).

## Œuvres
On a conservé de lui quelques églogues en vers et deux épopées : 
- Grandeur mexicaine (1604)
- Bernardo, ou la victoire de Roncevaux (1624)